# Krieger-Gnädig

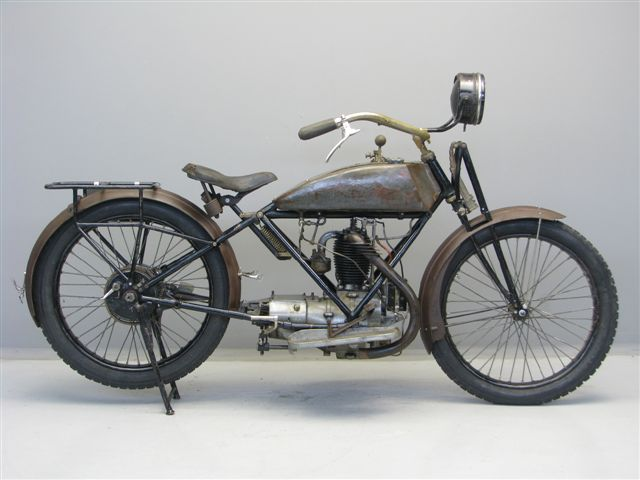
Krieger-Gnädig 500 cc kopklepper uit 1922

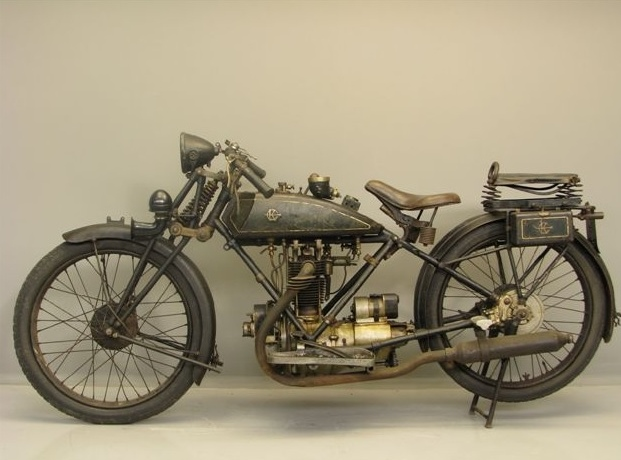
Krieger-Gnädig 500 cc kopklepper uit 1925

Krieger-Gnädig, vaak afgekort tot KG is een historisch Duits motorfietsmerk.
De bedrijfsnaam was: Krieger-Gnädig Motorfahrzeugbau Gebr. Krieger, later Cito-Werke AG, Suhl, Thüringen, Köln-Lindenthaler Metallwerke AG, Köln-Lindenthal en Paul Henkel Fahrradbau, Mäbendorf bei Suhl, Thüringen.
De broers Peter, Oskar en Max Krieger en Franz Gnädig richtten het merk in 1919 op en ze bouwden zelf ontwikkelde, tamelijk moderne motorfietsen. Het eerste model was een langsgeplaatste 500cc-eencilinder kopklepmotor met asaandrijving naar het achterwiel. Het was een dure constructie die in het naoorlogse Duitsland moeilijk aan de man te brengen was. In 1921 haalden Krieger-Gnädig-coureurs 22 overwinningen bij snelheidswedstrijden en betrouwbaarheidsritten, maar er waren in al die jaren niet meer dan 100 motorfietsen verkocht.
In 1922 fuseerde Krieger-Gnädig met een van de twee Cito-fabrieken, in Suhl. Cito had alleen een 350cc-tweetaktmotor en kon op die manier de klanten meer keuze bieden. Door de inflatie en de opkomst van honderden kleine Duitse merken kwam ook Cito in moeilijkheden en zo kwamen door een overname de Cito- en KG-modellen in het programma van de Köln-Lindenthaler Metallwerke (Allright) terecht.
In 1927 beëindigden ook de Köln-Lindenthaler Metallwerke de productie en de machines én de naam Krieger-Gnädig werden overgenomen door Paul Henkel, die alles verhuisde naar een fabriek in Mäbendorf, vlak bij Suhl. Henkel had als ingenieur bij Cito gewerkt en zag nog wel toekomst in de 500cc-machine, die bij de Köln-Lindenthaler door Rudi Albert was gemoderniseerd. Paul Henkel pleegde in 1931 zelfmoord en daarmee eindigde de productie.

## Original Krieger en Rennsteig
Na de fusie met het merk Allright gingen zowel de gebroeders Krieger als Frans Gnädig hun eigen weg. Gnädig begon zijn eigen merk maar kwam al snel als constructeur bij Diamant terecht en werd daar uiteindelijk bedrijfsleider. De gebroeders Krieger gingen in 1923 zelf weer motorfietsen bouwen, onder de naam "Original Krieger". Ze bouwden het oorspronkelijke model, maar de Köln-Lindenthaler Metallwerke waren niet gelukkig met deze concurrentie en wisten er na een jaar een einde aan te maken. De gebroeders verkochten het ontwerp aan de eigenaar van de fabriek waar ze geproduceerd hadden, de wapenfabrikant Hermann Schilling uit Suhl. Hij ging gewoon door met de productie, maar veranderde wel de merknaam in "Rennsteig". Ook ontwikkelde hij nieuwe modellen met zijklepmotoren van 200- tot 600 cc en een 350cc-kopklepper. Die motoren kocht hij echter in bij het Britse merk Blackburne. Toen Schilling in 1929 overleed eindigde de productie.